# Органические нитриты
Органические нитриты (или нитритные эфиры) — органические вещества, являющиеся сложными эфирами спиртов и азотистой кислоты с общей формулой R-ONO. Изомеры нитросоединений. Например, C2H5O-N=O этилнитрит, C3H7O-N=O пропилнитрит, (CH3)2-CH(O-N=O) изопропилнитрит.

## Свойства
Низкомолекулярные органические нитриты являются летучими веществами с низкими температурами кипения (для этилнитрита это 17 °C).
При нагревании нитриты разлагаются с гомолитическим разрывом N-O связи:
{\displaystyle {\mathsf {RO{\text{-}}N{\text{=}}O\rightarrow RO\cdot +NO\cdot }}}
В реакции нитритов с нуклеофильными реагентами возможны 2 канала реакции, поскольку в молекуле нитрита наличествуют два электрофильных центра. Реакция может идти с разрывом как R-O, так и N-O связи:
{\displaystyle {\mathsf {M^{+}Y^{-}+R{\text{-}}ONO\rightarrow M^{+}NO_{2}^{-}+RY}}}
{\displaystyle {\mathsf {M^{+}Y^{-}+RO{\text{-}}NO\rightarrow R{\text{-}}OM+Y{\text{=}}NO}}}
То есть нитриты выступают как алкилирующими, так и нитрозирующими агентами. Нитрозирующее действие усиливается в присутствии кислот, вызывающих гидролиз нитритов с образованием производных нитрозония:
{\displaystyle {\mathsf {R{\text{-}}O{\text{-}}N{\text{=}}O+H^{+}X^{-}\rightleftarrows [R{\text{-}}O(H)^{+}{\text{-}}N{\text{=}}O]X^{-}\rightleftarrows R{\text{-}}OH+NO^{+}X^{-}}}}

## Получение и применение
Нитриты можно получить реакцией спиртов с неорганическими нитритами в кислой среде при пониженной температуре:
{\displaystyle {\mathsf {ROH+NaNO_{2}{\xrightarrow[{^{o}t}]{H_{2}SO_{4}}}RO{\text{-}}N{\text{=}}O}}}
Реакция идёт по следующему механизму:
{\displaystyle {\mathsf {HNO_{2}+H_{2}SO_{4}\rightleftarrows [H_{2}NO_{2}]^{+}HSO_{4}^{-}\rightleftarrows H_{2}O+NO^{+}HSO_{4}^{-}}}}
{\displaystyle {\mathsf {R{\text{-}}OH+NO^{+}HSO_{4}^{-}\rightarrow [R{\text{-}}O(H){\text{-}}N{\text{=}}O]^{+}HSO_{4}^{-}\rightleftarrows R{\text{-}}O{\text{-}}N{\text{=}}O+H_{2}SO_{4}}}}
Нитриты используются в органическом синтезе как нитрозирующие агенты. Некоторые нитриты, например, изоамилнитрит, в медицине применяются как сосудорасширяющие и понижающие кровяное давление препараты.